# 舊謝爾比
50°47′20″N 27°45′3″E / 50.78889°N 27.75083°E
舊謝爾比（烏克蘭語：Старі Серби），是烏克蘭北部的村莊，隸屬日托米爾州的茲維亞赫爾區。該村面積0.23平方公里，海拔高度207米，2001年人口23，人口密度每平方公里102.22人。